# محمدیه (درمیان)
محمدیه روستایی در دهستان میاندشت بخش مرکزی شهرستان درمیان استان خراسان جنوبی ایران است. بر پایه سرشماری عمومی نفوس و مسکن در سال ۱۳۹۰ جمعیت این روستا ۱۷۴ نفر (در ۳۸ خانوار) بوده‌است.